# Carousel (пісня)
«Carousel» — пісня американської виконавиці Мелані Мартінес. Вона була представлена в дебютному мініальбомі Мартінес, Dollhouse (2014) та її дебютному студійному альбомі Cry Baby (2015). 
15 жовтня 2014 року було опубліковано музичне відео, що супроводжує пісню. Композиція була використана в трейлері четвертого сезону телесеріалу-антології жахів «Американська історія жахів».

## Створення
Kinetics & One Love написали та спродюсували перші три треки з мініальбому Dollhouse, а саме «Dollhouse», «Carousel» і «Dead to Me». Текст написала сама співачка. Пісня розповідає про дівчину, що закохується у хлопця, який ніколи не відповість їй взаємністю. Мастерингом займався Кріс Герінгер.
У 2014 році пісня була представлена в четвертому сезоні серіалу-антології FX «Американська історія жахів». Мартінес розповіла Huffington Post, що «Американська історія жахів» — це «безперечно, її улюблений серіал», і згадала, що зв’язалася з компанією FX щодо пісні, щойно почула про карнавальну тему четвертого сезону.

## Музичне відео
Офіційне музичне відео було знято на карнавалі в рідному місті Мелані в Болдуїні, штат Нью-Йорк, на Лонг-Айленді. Прем'єра відбулася 15 жовтня 2014 року. 21 грудня 2018 року кліп набрав понад 100 мільйонів переглядів на YouTube, що зробило його третім музичним відео Мелані з таким результатом.

## Критичний прийом
Ліндсі Паркер з Yahoo! Music похвалила пісню і саму Мартінес, сказавши: «Мелані Мартінес перейшла від шоу The Voice до «Американської історії жахів». Її нова пісня та кліп чудові. Ця дівчина із двоколірним волоссям, одна з найунікальніших учасниць, які коли-небудь з’являлися на The Voice».

## Історія випуску
| Регіон          | Дата                | Формат               | Лейбл            |
| --------------- | ------------------- | -------------------- | ---------------- |
| Сполучені Штати | 19 травня 2014 року | Цифрове завантаження | Atlantic Records |